# Fas est et ab hoste doceri
 Fast est et ab hoste doceri лат.(изговор: Фаст ест ет аб хосте цоцери.)  Дозвољено је и од непријатења учити. Овидије

## Поријекло изреке
Ову изреку је рекао чувени римски пјесник Овидије у смјени старе у нову еру.

## Тумачење
Смије се и од непријатеља учити. Бирајмо знање а не учитеља.